# Sherington
Sherington is een civil parish in het bestuurlijke gebied Milton Keynes, in het Engelse graafschap Buckinghamshire.
Addington
· Adstock
· Akeley
· Amersham
· Ashendon
· Ashley Green
· Aston Abbotts
· Aston Clinton
· Aston Sandford
· Astwood
· Aylesbury
· Barton Hartshorn
· Beachampton
· Beaconsfield
· Biddlesden
· Bierton with Broughton
· Bledlow-cum-Saunderton
· Bletchley and Fenny Stratford
· Boarstall
· Bow Brickhill
· Bradenham
· Bradwell
· Bradwell Abbey
· Brill
· Broughton
· Buckingham
· Buckland
· Burnham
· Calvert Green
· Calverton
· Campbell Park
· Castlethorpe
· Central Milton Keynes
· Chalfont St. Giles
· Chalfont St. Peter
· Charndon
· Chartridge
· Chearsley
· Cheddington
· Chenies
· Chepping Wycombe
· Chesham
· Chesham Bois
· Chetwode
· Chicheley
· Chilton
· Cholesbury-cum-St. Leonards
· Clifton Reynes
· Cold Brayfield
· Coldharbour
· Coleshill
· Creslow
· Cublington
· Cuddington
· Denham
· Dinton-with-Ford-and-Upton
· Dorney
· Dorton
· Downley
· Drayton Beauchamp
· Drayton Parslow
· Dunton
· East Claydon
· Edgcott
· Edlesborough
· Ellesborough
· Emberton
· Farnham Royal
· Fawley
· Fleet Marston
· Foscott
· Fulmer
· Gawcott with Lenborough
· Gayhurst
· Gerrards Cross
· Granborough
· Great and Little Hampden
· Great and Little Kimble
· Great Brickhill
· Great Horwood
· Great Linford
· Great Marlow
· Great Missenden
· Grendon Underwood
· Haddenham
· Halton
· Hambleden
· Hanslope
· Hardmead
· Hardwick
· Haversham-cum-Little Linford
· Hazlemere
· Hedgerley
· Hedsor
· Hillesden
· Hoggston
· Hogshaw
· Hughenden Valley
· Hulcott
· Ibstone
· Ickford
· Iver
· Ivinghoe
· Kents Hill, Monkston and Brinklow
· Kingsey
· Kingswood
· Lacey Green
· Lane End
· Lathbury
· Latimer
· Lavendon
· Leckhampstead
· Lillingstone Dayrell
· Lillingstone Lovell
· Little Brickhill
· Little Chalfont
· Little Horwood
· Little Marlow
· Little Missenden
· Long Crendon
· Longwick-cum-Ilmer
· Loughton
· Ludgershall
· Maids Moreton
· Marlow
· Marlow Bottom
· Marsh Gibbon
· Marsworth
· Medmenham
· Mentmore
· Middle Claydon
· Milton Keynes
· Moulsoe
· Mursley
· Nash
· Nether Winchendon
· New Bradwell
· Newport Pagnell
· Newton Blossomville
· Newton Longville
· North Crawley
· North Marston
· Oakley
· Olney
· Oving
· Padbury
· Penn
· Piddington and Wheeler End
· Pitchcott
· Pitstone
· Poundon
· Preston Bissett
· Princes Risborough
· Quainton
· Quarrendon
· Radclive-cum-Chackmore
· Radnage
· Ravenstone
· Seer Green
· Shabbington
· Shalstone
· Shenley Brook End
· Shenley Church End
· Sherington
· Simpson
· Slapton
· Soulbury
· Stantonbury
· Steeple Claydon
· Stewkley
· Stoke Goldington
· Stoke Hammond
· Stoke Mandeville
· Stoke Poges
· Stokenchurch
· Stone with Bishopstone and Hartwell
· Stony Stratford
· Stowe
· Swanbourne
· Taplow
· The Lee
· Thornborough
· Thornton
· Tingewick
· Turville
· Turweston
· Twyford
· Tyringham and Filgrave
· Upper Winchendon
· Waddesdon
· Walton
· Warrington
· Water Stratford
· Watermead
· Wavendon
· Weedon
· Wendover
· West Bletchley
· West Wycombe
· Westbury
· Westcott
· Weston Turville
· Weston Underwood
· Wexham
· Whaddon
· Whitchurch
· Wing
· Wingrave and Rowsham
· Winslow
· Woburn Sands
· Wolverton and Greenleys
· Wooburn and Bourne End
· Woodham
· Worminghall
· Wotton Underwood
· Woughton